# 1975年利傑地震
1975年利傑地震是1975年9月6日中午12點20分（當地時間）發生在土耳其東部迪亞巴克爾省利傑的強烈地震，搖晃時間20至24秒，震级为Ms 6.7级，最大烈度為VIII（8）度，共造成超過2,300人罹難。利傑的13個街區中有12個被幾乎完全摧毀，包括鄰近城鎮在內有超過5000棟房屋倒塌或嚴重受損。震後有約15,000名土耳其士兵參與救災，多國政府與民間團體捐款協助，其中沙烏地阿拉伯政府為捐款最多者。
地震發生後5天，土耳其政府決定在利傑南方約2公里處重建城鎮，截至10月29日已有超過1,500棟房屋完工。